# NGC 3877

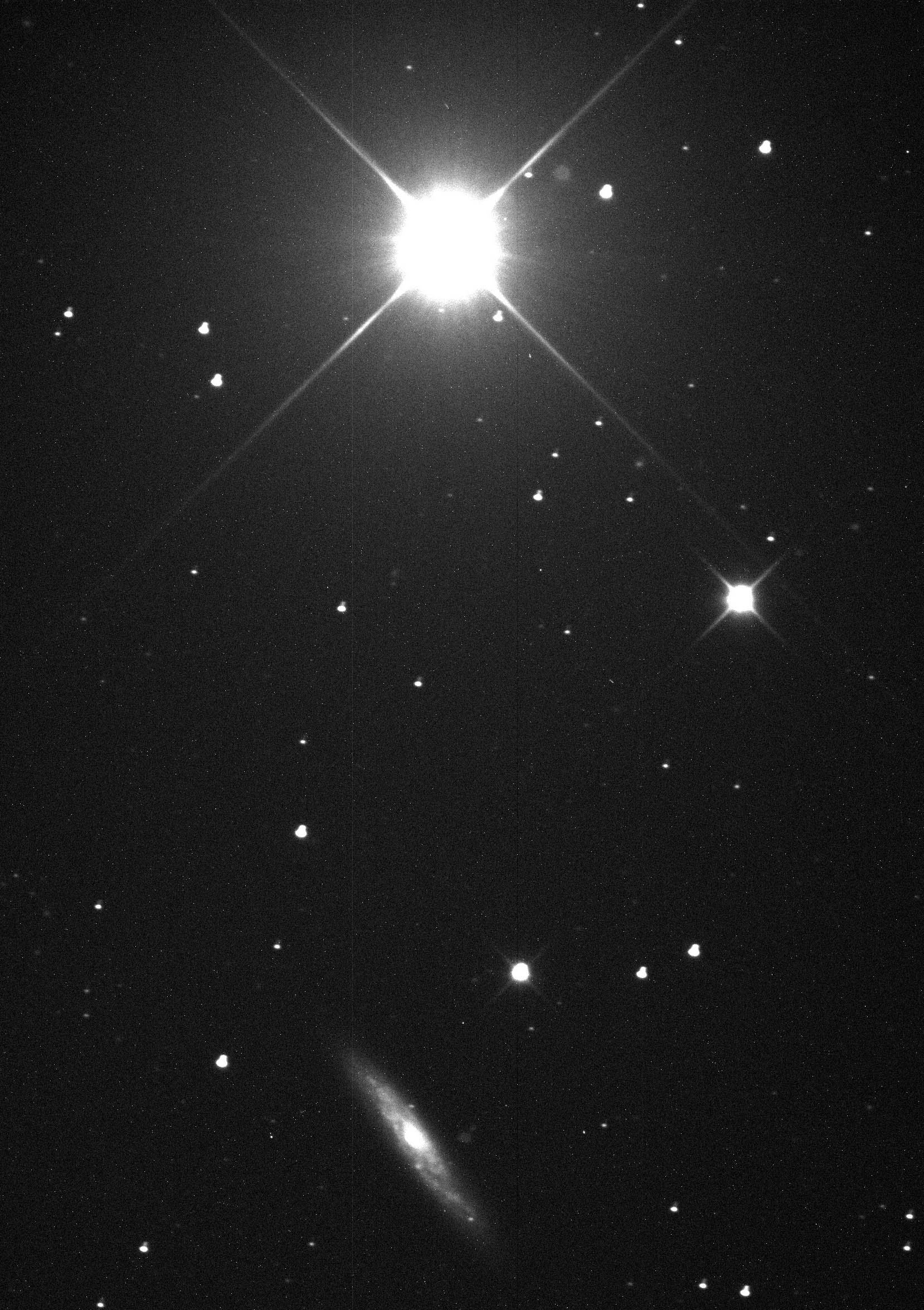
NGC 3877 och Chi Ursae Majoris (χ UMa)

NGC 3877 är en spiralgalax av typ Sc i stjärnbilden Stora björnen upptäckt av William Herschel den 5 februari 1788. Den befinner sig under stjärnan Chi Ursae Majoris av magnitud 3.7.

## Supernovor
Supernovan SN 1998S av typ IIn är den enda supernovan som observerats i NGC 3877.

## Omgivning
NGC 3877 tillhör M109-hopen, en galaxhop i Stora björnen som kan innehålla över 50 galaxer. Den ljusaste galaxen i denna grupp (sett från jorden) är spiralgalaxen M109.

### Fotnoter
1. 1 2 3 4 5 6 7  ”NASA/IPAC Extragalactic Database”. Results for NGC 3877. http://nedwww.ipac.caltech.edu/cgi-bin/nph-objsearch?objname=NGC+3877&img_stamp=yes&extend=no. Läst 10 november 2006.
2. ↑  ”Distance Results for NGC 3877”. NASA/IPAC Extragalactic Database. http://nedwww.ipac.caltech.edu/cgi-bin/nDistance?name=NGC+3877. Läst 16 maj 2010.
3. 1 2 3  ”NGC 3877”. SEDS, the Students for the Exploration and Development of Space,. Arkiverad från originalet den 10 mars 2010. https://web.archive.org/web/20100310141525/http://www.seds.org/~spider/spider/Misc/n3877.html. Läst 16 maj 2010.
4. ↑  ”WikiSky DSS2 image of Chi Ursae Majoris”. Wikisky. http://www.wikisky.org/?object=Chi+Ursae+Majoris&img_source=DSS2. Läst 16 maj 2010.
5. ↑  ”NASA/IPAC Extragalactic Database”. Results for SN 1998S. http://nedwww.ipac.caltech.edu/cgi-bin/nph-objsearch?objname=SN+1998S&img_stamp=yes&extend=no. Läst 10 november 2006.
6. ↑  R. B. Tully (1988). Nearby Galaxies Catalog. Cambridge: Cambridge University Press. ISBN 0-521-35299-1
7. ↑  A. Garcia (1993). ”General study of group membership. II - Determination of nearby groups”. Astronomy and Astrophysics Supplement 100:  sid. 47–90.
8. ↑  G. Giuricin, C. Marinoni, L. Ceriani, A. Pisani (2000). ”Nearby Optical Galaxies: Selection of the Sample and Identification of Groups”. Astrophysical Journal 543 (1):  sid. 178–194. doi:10.1086/317070. https://arxiv.org/abs/astro-ph/0001140.